# Ferd Medinger
Ferdinand Ernest Johann Michel (Ferd) Medinger (Luxemburg-Stad, 24 november 1927 – ?, 14 augustus 2001) was een Luxemburgs kunstschilder.

## Leven en werk
Ferdinand of Ferd Medinger werd geboren in Bonnevoie (sinds 1920 een van de stadsdelen van Luxemburg), als zoon van elektricien Ernest Johann Medinger en Anna Margaretha Maas. Hij was als kunstenaar autodidact.
Medinger sloot zich aan bij de Cercle Artistique de Luxembourg en nam vanaf 1953 met zijn schilderijen deel aan de jaarlijkse salons van de kunstenaarsvereniging. In 1984 ontving hij samen met Paul Roettgers de Prix Grand-Duc Adolphe. In 1992 ontving hij de Kaiser-Lothar-Preis, toegekend door de Europäischen Vereinigung Bildender Künstler aus Eifel und Ardennen (EVBK) in samenwerking met de stad Prüm.
Ferd Medinger werd in 1987 benoemd tot ridder in de in de Orde van Verdienste van het Groothertogdom Luxemburg. Hij overleed in 2001, op 74-jarige leeftijd.

## Prijzen en onderscheidingen
- 1984 Prix Grand-Duc Adolphe
- 1987 Ridder in de Orde van Verdienste
- 1992 Kaiser-Lothar-Preis

- Musée national d'archéologie, d'histoire et d'art: lkl004132